# Doesburg
Doesburg é um município da Holanda na província de Guéldria. Atualmente possui 11,602 habitantes (1 de janeiro de 2007. Fonte: CBS).

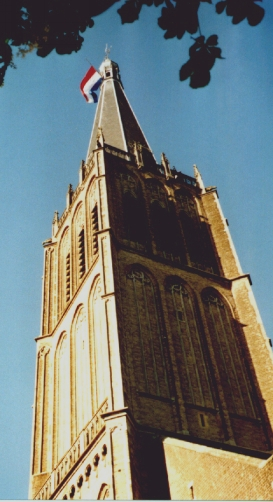
Martinikerk